# Hammarhjelm
Hammarhjelm eller Hammarhielm är en adlig ätt från Västergötland. Ätten hette före adlandet Hammardahl.
Som stamfader räknas Nils Hammardahl i Hamrum, Korsberga socken, som var hövitsman för en ryttarefana i Västergötland. Hans hustru var Carin Silfverbjelke, dotter till underståthållaren Nils Bengtsson och Sofia Ekelöf eller Ekeblad. Deras son ryttmästaren vid Västgöta kavalleriregemente, Peter (Per) Nilsson Hammardahl (1621–1688), adlades med namnet Hammarhjelm den 15 augusti 1677 och introducerades på Riddarhuset 8 november 1686 på nummer 1 033. Hammarhjelm skrev sig till Nynäs i Visnums-Kil, som länge var i släkten. Han var gift två gånger. Första hustrun var Margareta Krumme och andra Ursilla Hufvudskått, dotter till ryttmästare Bertil Hufvudskått av adelsätten Hufvudskått och Margareta Regertin. Han fick barn i båda äktenskapen som förde ätten vidare. Äldsta grenen gifte i flera led in sig i ätten Lind af Hageby.

## Personer ur ätten
- Bengt Hammarhjelm
- Carl Hammarhjelm
- Carl Fredrik Hammarhjelm
- Fredrik Hammarhjelm